# Ryn
Ryn (Rhein fino al 1945) è un comune urbano-rurale polacco del distretto di Giżycko, nel voivodato della Varmia-Masuria.
Ricopre una superficie di 211,21 km² e nel 2004 contava 6 068 abitanti.
Comunità urbane e rurali:
| Nome polacco   | Nome tedesco (fino al 1945)        | Nome polacco  | Nome tedesco (fino al 1945)      | Nome polacco      | Nome tedesco (fino al 1945)      |
| -------------- | ---------------------------------- | ------------- | -------------------------------- | ----------------- | -------------------------------- |
| Bachorza       | Wiesenthal                         | Ławki         | Lawken 1938-45 Lauken            | Ryńskie Pole      | Rheinsfelde                      |
| Canki          | Waldhof                            | Ławki-Kolonia | Gut Lawken 1938-45 Domäne Lauken | Siejkowo          | Justusberg                       |
| Głąbowo        | Glombowen 1938-45 Leithof          | Mioduńskie    | Miodunsken 1929-45 Immenhagen    | Skop              | Skoppen 1938-45 Reichenstein     |
| Grzybowo       | Grzybowen 1929-45 Birkensee        | Mleczkowo     | Reichenhof                       | Skorupki          | Skorupken 1927-45 Schalensee     |
| Hermanowa Wola | Hermanawolla 1929-45 Hermannshorst | Monetki       | Sophienthal                      | Słabowo           | Slabowen 1928-45 Langenwiese     |
| Jeziorko       | Jesziorken 1928-45 Preußenburg     | Mrówki        | Mrowken 1929-45 Neuforst         | Stara Rudówka     | Alt Rudowken 1939-45 Hammerbruch |
| Knis           | Gneist                             | Orło          | Orlen 1938-45 Arlen              | Sterławki Wielkie | Groß Stürlack                    |
| Knis-Podewsie  | Gneisthöhe                         | Prażmowo      | Salpia                           | Szymonka          | Schimonken 1938-45 Schmidtsdorf  |
| Kozin          | Koszinnen 1928-45 Rodenau          | Rybical       | Rübenzahl                        | Tros              | Trossen                          |
| Kronowo        | Kronau                             | Ryn           | Rhein                            | Wejdyki           | Weydicken 1938-45 Weidicken      |
| Krzyżany       | Krzysahnen 1927-45 Steinwalde      | Ryński Dwór   | Rheinshof                        | Zielony Lasek     | Grünwalde                        |